# نهر ماري

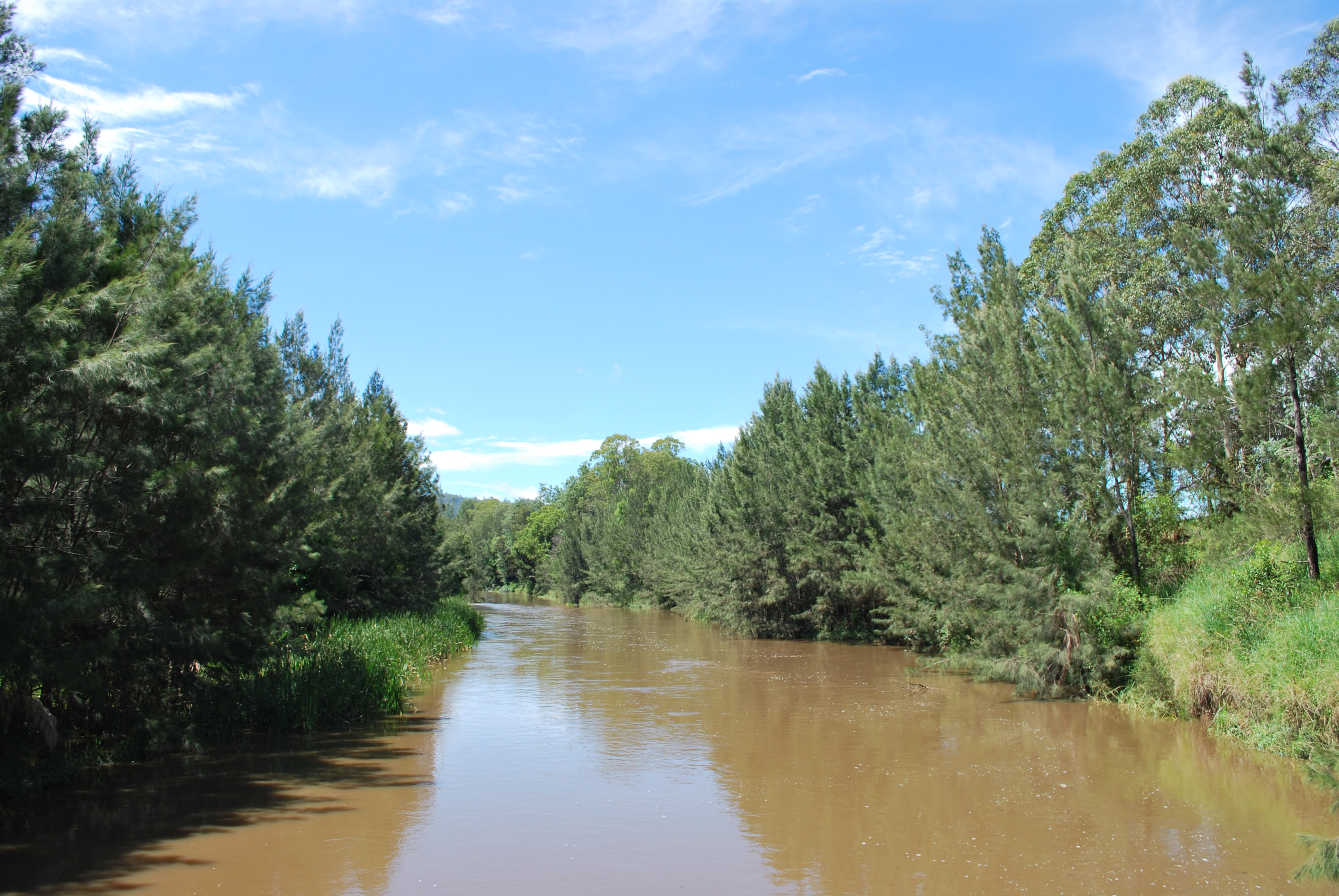
نهر ماري

نهر ماري (كوينزلاند Mary River) هو نهر يقع في الجنوب الشرقي من كوينزلاند بأستراليا، النهر يتدفق شمالاً عبر مدن كينيلورث (Kenilworth)، غمبيا(Gympie)، تيارو(Tiaro)، وماريبوروه(Maryborough)، قبل أن يصب في مضيق ساندي الكبرى (Great Sandy)، تمر المياه بين البر الرئيسى وجزيرة فريزر (Fraser)، بالقرب من بلدة رؤوس النهر، 17 كم جنوب خليج هيرفي (Hervey Bay)، مستجمعات المياه في النهر تغطي مساحة 9595 كم ²، الروافد الرئيسية لنهر ماري تشمل خور تينانا(Tinana)، خور مونا (Munna)، خور أوبي أوبي (Obi Obi)، خور Yabba، وعلى نطاق واسع خور باي ونهر سوزان (Susan).